# 徳増栄太郎
徳増 栄太郎（とくます えいたろう、1894年 - 1963年）は、日本の西洋経済史学者。初代横浜国立大学経済学部学部長。

## 人物・経歴
神奈川県横浜市生まれ。1919年に東京高等商業学校（現一橋大学）専攻部を卒業。上田貞次郎門下。
上智大学などで教鞭を執り、1921年から文部省在外研究員としてイギリス、ドイツ、フランスに留学した。1924年に帰国すると横浜高等商業学校の教授となり、経済原論及び商業史を担当した。
1947年一級官。1949年横浜国立大学経済学部学部長兼横浜経済専門学校校長事務取扱。1950年横浜国立大学附属図書館経済学部分館長兼務。退官後、横浜国立大学名誉教授。
1963年正四位勲二等瑞宝章、従三位。蔵書は横浜国立大学附属図書館に徳増文庫として所蔵された。マルクス主義者だったが豪邸に住まうお金持ちで、学生に自らの思想を押し付けるようなことはしなかったという。

## 著作

### 著書
- 『ヨーロッパ経済史 : 中世』同文館 1929年
- 『商業史教科書 外國之部』冨山房 1931年
- 『日本商業史教科書教授資料』富山房 1935年
- 『外国商業史教科書教授資料』富山房 1935年
- 『経済史講義 : 原始社会・古代奴隷経済社会・封建社会』森山書店 1936年
- 『中世都市と近世都市』日本放送出版協会 1941年
- 『やさしい弁証法的唯物論と唯物史観』労働文化社 1948年
- 『日本貿易史』玄林書房 1948年
- 『経済史原論』労働文化社 1950年

### 訳書
- ウィリアム・アッシュレー著『英国経済組織の史的考察』森山書店 1930年
- ダグラス・コップランド著『濠洲経済論』経済図書 1943年
- ウィリアム・アッシュレー著『イギリスの経済組織』森山書店 1953年
- ポール・マントゥ著『産業革命』（井上幸治, 遠藤輝明と共訳）東洋経済新報社 1964年